# Llibret de mistos

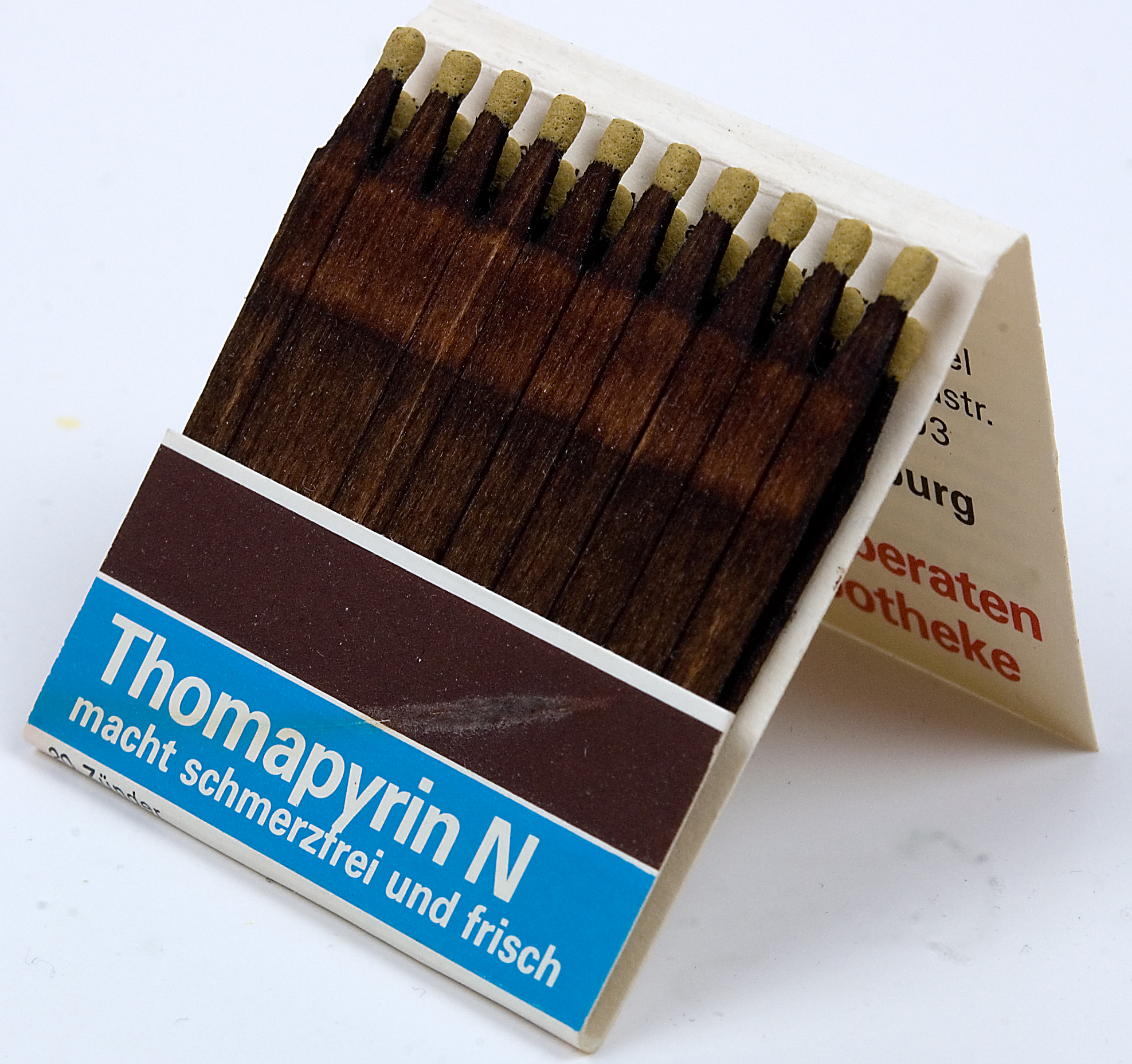
Llibret de mistos (obert)

Un llibret de mistos o llibret de llumins, és una petita carpeta de cartolina que conté mistos units per la base i té una superfície per poder friccionar en l'exterior. El llibret s'obre per a accedir als mistos, que estan col·locats en forma de pinta i s'aconsella arrencar-los abans del seu ús, a diferència dels d'una capsa de mistos estàndard on estan empaquetats de manera solta en el calaixet que es pot desplaçar amb el dit.
L'exterior del llibret sol portar imprès el logotip d'un patrocinador, sovint amb decoracions artístiques, servint com mitjà publicitari o promocional per a l'empresa que el ven o regala. La facilitat per a fer llibrets de mistos de diferents formes també els va convertir en un article promocional barat o un record d'aniversari bastant popular.

## Història

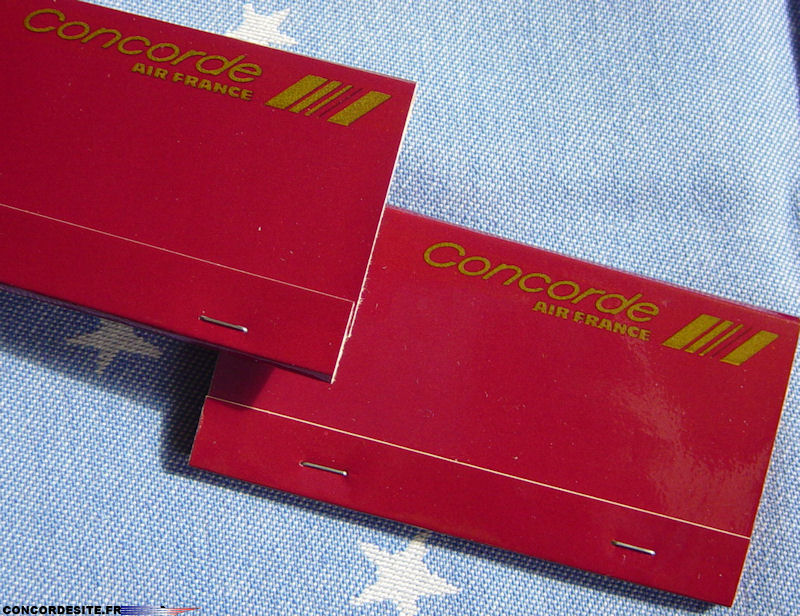
Llibret de mistos supersònic (1985-1986 lliurat en el Concorde)

La fabricació de llibrets de mistos va aconseguir el seu punt màxim durant les dècades de 1940 i 1950, i després va disminuir paulatinament degut a la disponibilitat d'encenedors d'un sol ús i diverses campanyes de salut contra el tabaquisme. Recentment, els llibrets de mistos han començat a recuperar part de la seva popularitat com a element publicitari "retro", particularment en restaurants de luxe.
Encara que els mistos de paper es van patentar en la dècada de 1880, al setembre de 1892 l'advocat de patents de Filadèlfia , Joshua Pusey, va patentar una dels primers "llibrets" de mistos de paper. No obstant això, el paquet de mistos tal com la coneixem va ser patentada unes setmanes més tard per Charles Bowman de Lebanon, Pennsilvània . Pusey va impugnar la patent de Bowman, però la patent de Bowman va ser confirmada. Pusey va vendre la seva patent a Diamond Match Trust en 1896 i després va exercir com a advocat de patents de l'empresa. L'empresa de Bowman, la American Safety Head Match Company de Lebanon, PA, no va durar molt, i Diamond Match Co. va adaptar el seu disseny al seu producte, convertint-se en el primer productor en massa de llibrets de mistos de paper..
La col·leccionisme de llibrets de mistos, etiquetes de mistos i altres articles relacionats amb els mistos es diu filumenia .

## Matchcover

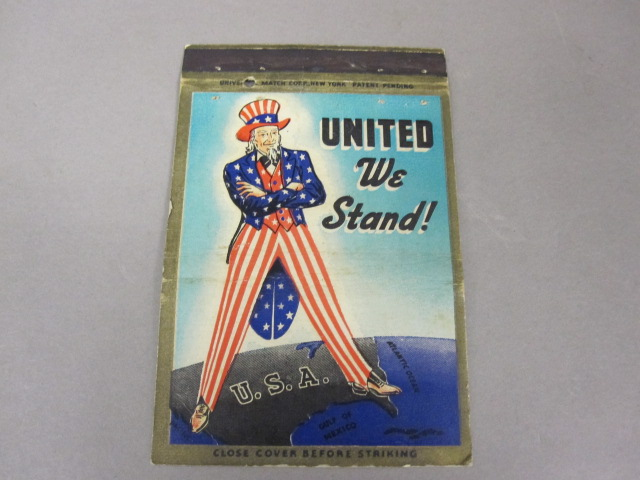
Portada de llibret de mistos, Segona Guerra Mundial, Oncle Sam

En un llibret de mistos, la "matchcover", o "matchbook cover", és la coberta de cartó prima que es plega sobre els mistos Aquestes portades s'utilitzen de manera publicitària des de 1894, dos anys després de la seva patent, i des de llavors han atret a persones per pur col·leccionisme. Molts historiadors assenyalen a l'Òpera Mendelson com la primera organització en utilitzar llibrets de mistos amb finalitats publicitàries; es va escriure a mà la seva informació promocional en cobertes de llibrets de mistos en blanc fabricats per la Binghamton Match Company entre 1893 i 1894. Inspirat per la innovació de l'Opera, el venedor de Diamond Match, Henry Traute, va començar a acostar-se als fabricants per a anunciar els seus productes en els llibrets de mistos de la seva empresa, promocionant-los com alguna cosa que els seus usuaris veurien moltes vegades al dia. Entre les primeres empreses en encarregar llibrets de mistos publicitaris s'hi troben la cervesa Pabst, la American Tobacco Company i la Wrigley's Chewing Gum. També va animar als seus clients a regalar llibrets de mistos com a article promocional.

## Col·leccionisme
Els col·leccionistes són coneguts com filumenistes, i entre ells hi ha des de persones que tenen una capsa de sabates o una peixera plena de llibrets de botigues i restaurants locals, fins a col·leccionistes seriosos amb portades amb centenars de temes diferents. En 2005, hi havia més de 1.800 col·leccionistes actius en The Rathkamp Matchcover Society (La veu de l'hobby des de 1941 ), repartits en 20 països de tot el món.
El llibret de mistos més car va costar 6.000 dòlars estatunidencs i va ser comprat per Kevin Saucier (EE.UU.) en Santa Ana, Califòrnia, els EUA, el 3 de juliol de 2015. Es tracta d'un paquet de mistos que es va crear per a un sopar de celebració poc comuna de Charles Lindbergh datada el 14 de juny de 1927. Li falten quatre mistos però, d'altra banda, està en perfecte estat, ja que la portada és de qualitat col·leccionable. Es creu que "Els llibrets de mistos Lindbergh" com se'ls coneix en l'hobby van ser descartats ja que estaven impresos per a Lindberg amb el rang de Capità; Amb l'assoliment mundialment famós, Lindbergh va ser ràpidament ascendit a coronel. S'estima que 200 d'aquests llibrets es van lliurar en un sopar en el seu honor a l'Hotel Astor de Nova York. Segons l'últim recompte, es coneix l'existència d'unes 13 unitats.

## Patents
En la patent estatunidenca 483,166: Patent Flexible Match, 27 de setembre de 1892, es mostra un joc de dues pintes per a mistos amb una coberta de paper plegable adjunta.